# アンティーク (MUCCのアルバム)
『アンティーク』はムックの1stミニアルバム。

## 概要
当初はデモテープとして制作される予定であったが、cali≠gariの桜井青から「1000個作るならCDの方が安い」とアドバイスされムック初のCD音源として制作される事になったが、初回プレスの1000枚は即完売。後に五寸釘が封入された追加プレス盤（2ndプレスではない）が発売された。翌年6月9日、1stプレスをリマスタリングし、トラック順を変更、さらに新曲「焼け跡」を追加した2ndプレスが「娼婦/廃」と同日発売された。収録曲の「九日」では犬神サーカス団の犬神凶子が語りでゲスト参加している。ジャケットの人形写真は人形作家・清水真理の人形だが、ファーストプレスには名前がクレジットされていない。

## 収録曲

### 1stプレス
1. 赤い音
（作曲：ミヤ）
2. アカ
（作詞：ミヤ / 作曲：ミヤ）
  - 2007年発売の『WORST OF MUCC』と2017年発売の『殺シノ調べII This is NOT Greatest Hits』にて再録されている。
3. オルゴォル
（作詞：ミヤ / 作曲：ミヤ）
4. 四月のレンゲ草
（作詞：逹瑯 / 作曲：ミヤ）
5. 九日
（作詞：逹瑯 / 作曲：ミヤ）
  - 2006年配布の『COVER PARADE』にて再録されている。

### 2ndプレス
1. ―――――。
（作曲：ミヤ）
2. 焼け跡

（作詞：ミヤ / 作曲：ミヤ）
3. 四月のレンゲ草
4. オルゴォル
5. 九日
6. アカ

## カバー
アカ
- DEZERT - 2017年11月22日発売の『TRIBUTE OF MUCC -縁[en]-』に収録。